# Boulder Clough
Boulder Clough lub Boulderclough – wieś w Anglii, w hrabstwie ceremonialnym West Yorkshire, w dystrykcie metropolitalnym Calderdale. Leży 28 km na zachód od miasta Leeds i 274 km na północny zachód od Londynu.